# 桂燕太郎
桂 燕太郎（かつら えんたろう、1885年 - 1912年2月24日）は、落語家（上方噺家）。本名:西脇 清次郎。実の父は同門下の桂枝雁。
最初、5代目林家正三の門下となり、4代目林家小正三を名乗る。その後、1903年に初代桂枝太郎が大阪の寄席に来た際、見込んで京都に連れて帰り、修行することになる。期待も多く、入門祝いの宴が盛大に行なわれ、幟まで贈与されている。初高座も芸妓が総見するほどの騒ぎになった。
役者の経験もあるらしく、芝居噺に秀でていた。その後、枝太郎や父・枝雁の勧めで大阪の三友派に加入し、出世街道を歩んでいたが、久々に京都の寄席に出演した直後に病気で早死した。